# Cindy Pieters
Cindy Pieters (Veurne, 24 januari 1976) is een Belgisch voormalig (baan-)wielrenster.

## Carrière
Pieters werd zowel Belgisch kampioen op de weg als in het tijdrijden en behaalde nog een aantal ereplaatsen op Belgische kampioenschappen. Ze won een aantal kleinere wedstrijden maar reed wel zeer grote resultaten bijeen. Zo won ze oa het Jongerenklassement in de Ronde van Italië en werd derde in de Waalse pijl.

## Palmares

### Baan
| Jaar  | BK            | EK    | WK    | Overige |
| Elite | Elite         | Elite | Elite | Elite   |
| ----- | ------------- | ----- | ----- | ------- |
| 1993  | achtervolging |       |       |         |

### Weg
1999
 Belgisch kampioenschap op de weg
2002
 Belgisch kampioenschap tijdrijden